# Douglas De Ruymbeke
Pour les articles homonymes, voir Van Ruymbeke.
Douglas de Ruymbeke, de son vrai nom Eugène Douglas Dudley Kenneth van Ruymbeke, né le 25 août 1894 à Aurora (Illinois) et mort le 7 octobre 1977 à Lausanne, est un footballeur belge évoluant au poste d'attaquant. Il est le grand-oncle du magistrat Renaud Van Ruymbeke.
Comme trois de ses frères, Bobby, Gaston et Joseph, Douglas rejoint l'Olympique de Marseille en 1922. Il remporte sous le maillot marseillais les Coupes de France 1923-1924 et 1925-1926, avant de quitter le club en 1927. Il occupe ensuite des fonctions importantes dans l'entreprise suisse d'horlogerie Jaeger-LeCoultre.

## Sources
- (fr) Alain Pécheral, La grande histoire de l'OM (Des origines à nos jours), L'Équipe, 2007, 504 p. (ISBN 978-2-916400-07-5 et 2-916400-07-9), « Parents connus, enfants célèbres : bon sang... », p. 48